# Regimento de Cavalaria N.º 6

O Regimento de Cavalaria N.º 6 (RC6) OTE • MHA — com denominação histórica de Dragões de Entre Douro e Minho — é uma unidade da Estrutura Base do Exército Português, aquartelada na cidade de Braga e dependente da Brigada de Intervenção.
Atualmente, o RC6 é uma unidade vocacionada para o reconhecimento blindado.

## Historial
O atual Regimento de Cavalaria N.º 6 tem origem no regimento de dragões criado em Chaves em 1709:
1709 - criação do Regimento de Dragões de Trás-os-Montes, em Chaves;
1756 - divisão dos Dragões de Trás-os-Montes em dois regimentos: o dos Dragões de Chaves e o de Cavalaria Ligeira de Bragança;
1762 - os dois regimentos são transferidos para o Ribatejo, aquartelando-se o de dragões em Santarém e o de cavalaria ligeira na Golegã;
1764 - os dois regimentos voltam às cidades de origem, sendo, a partir destes, criado uma outra unidade: o Regimento de Cavalaria de Miranda, com sede em Miranda do Douro;
1806 - os regimentos do Exército Português passam a ser numerados, sendo que a cavalaria de Bragança passa a ser o Regimento de Cavalaria N.º 6, a de Chaves passa a ser o RC9 e a de Miranda do Douro passa a ser o RC12;
1808 - na sequência da reorganização do Exército, o RC6 é transferido para o Porto, o RC9 para Braga e o RC12 para Chaves;
1829 - por ordem de D. Miguel I, os RC6, RC9 e RC12 são refundidos num único regimento, denominado Regimento de Cavalaria de Chaves, integrando o Exército Realista que irá combater na Guerra Civil entre realistas e liberais;
1834 - por ordem D. Pedro IV, os militares liberais que abandonaram os regimentos de cavalaria realista do Norte, entre os quais o Regimento de Chaves são integrados no novo Regimento de Cavalaria N.º 6 organizado no Porto;
1835 - na sequência da vitória liberal na Guerra Civil, o Regimento de Cavalaria de Chaves (realista) é extinto, sendo o RC6 (liberal) transferido para o seu quartel em Chaves;
1927 - o RC6 é transformado no 3º Grupo de Esquadrões (em Chaves) do Regimento de Cavalaria N.º 9 (sedeado no Porto);
1939 - O RC 9 é transformado em Regimento de Cavalaria N.º 6 com a sua sede no Porto e o seu 4º Esquadrão destacado em Chaves;
1956 - o 4º Esquadrão é recolhido à sede do RC6 no Porto;
1975 - o RC6 passa a denominar-se Regimento de Cavalaria do Porto;
1979 - o regimento é transferido para Braga, passando a denominar-se Regimento de Cavalaria de Braga;
1993 - o regimento readopta a designação de Regimento de Cavalaria N.º 6.
A 17 de Maio de 1919, foi agraciado com o grau de Oficial da Ordem Militar da Torre e Espada, do Valor, Lealdade e Mérito. A 30 de julho de 2020, foi agraciado com o grau de Membro-Honorário da Ordem Militar de Avis.